# Ватанабэ, Кадзуро
Кадзуро Ватанабэ (яп. 渡辺 和郎 Ватанабэ Кадзуро:, 1 мая 1955) — японский астроном-любитель и первооткрыватель астероидов, родившийся на острове Хоккайдо. Является членом «Астрономического общества Японии» и «Восточной астрономической ассоциации».
Является одним из самых успешных первооткрывателем астероидов. За всё время своих наблюдений он, совместно с другими японскими астрономами обнаружил в общей сложности 669 астероидов. Он также является автором или соавтором таких японских публикаций как «Охотник за астероидами» (яп. 小惑星ハンター Сё:вакусэй ханта:), «Руководство по фотографированию небесных тел» (яп. 天体写真マニュアル Тэнтай сясин манюару), «Звёздное небо нашей мечты» (яп. 僕らの夢の星空 Бокура но юмэ но хосидзора) и некоторых других. Он также часто публикуется в японском журнале «Ежемесячный астрономический гид» (яп. 月刊天文ガイド Гэккан тэммон гайдо).
В знак признания его заслуг одному из астероидов было присвоено его имя (4155) Ватанабэ.